# トゥルース 闇の告発
『トゥルース　闇の告発』（The Whistleblower）は、2010年にトロント国際映画祭にて初上映されたカナダ・ドイツ合作映画。日本では劇場未公開。
1999年にボスニアに国連平和維持軍として派遣されたアメリカ人婦人警官、キャサリン・ボルコバック（en:Kathryn Bolkovac）の実体験を元にしている。

## キャスト
※括弧内は日本語吹替
- キャサリン・ボルコバック（英語版）：レイチェル・ワイズ
- ピーター・ウォード：デヴィッド・ストラザーン
- Jan van der Velde：ニコライ・リー・カース
- ゾーイ：Anna Anissimova
- ラヤ：Roxana Condurache（上村香菜子）
- ローラ：モニカ・ベルッチ
- マデリン・リーズ（英語版）：ヴァネッサ・レッドグレーヴ
- ルバ：パウラ・シュラム（英語版）（桐谷蝶々[1]）
- Viko：アレクサンドル・ポトチェアン（英語版）
- ブレイクリー：ウィリアム・ホープ
- Irka：Rayisa Kondracki
- ハリナ：ジャネット・ハイン
- ニック・カウフマン：ベネディクト・カンバーバッチ
- フレッド・マーレイ：デヴィッド・ヒューレット
- ミレナ：Coca Bloos
- ジム・ヒギンズ：ルーク・トレッダウェイ
- ビル・ハインズ：リーアム・カニンガム